# Мурманський провулок (Мелітополь)
Мурманський провулок — провулок у Мелітополі, що йде від перехрестя з вулицею Івана Богуна та вулицею Вакуленчука до вулиці Дружби.
Повністю зайнятий приватним сектором. Покриття ґрунтове.

## Назва
Провулок названий на честь Мурманська — міста на північному заході Росії на березі Баренцева моря.

## Історія
Точна дата появи провулка невідома. Спочатку він не мав назви.
14 вересня 1951 року міськвиконком ухвалив рішення про найменування безіменного провулка на честь міста Мурманськ.
У 2009 році ґрунтове покриття провулка було прогрейдовано.

## Галерея
|  |  |  |  |